# Green Grass (travhäst)
Green Grass, född 23 augusti 2016, är en fransk varmblodig travhäst. Hon tränas av Sébastien Guarato och körs oftast av  Mathieu Mottier eller Gabriele Gelormini.
Green Grass började tävla 2018 och inledde med en galopp och tog första segern i andra starten. Hon har till augusti 2021 sprungit in 702 800 euro på 36 starter varav 11 segrar, 4 andraplatser och 5 tredjeplatser. Hon tog karriärens hittills största seger i Critérium des Jeunes (2019). Hon har även vunnit Prix Vourasie (2018), Prix Gélinotte (2019), Prix Roquépine (2019),  Prix Ozo (2019), Prix de Tonnac-Villeneuve (2020), Prix Paul Leguerney (2020), Prix Ariste-Hémard (2020)  och Prix Jean Le Gonidec (2021). Hon har kommit på andraplats i Grand Prix l'UET (2020), Prix Albert Demarcq (2021) och på tredjeplats i Prix Charles Tiercelin (2020).

## Karriär

### Tiden som unghäst
Green Grass inledde karriären hos sin tränare Sébastien Guarato där hon började tävla som tvååring. Debuten skedde den 18 augusti 2018 på travbanan Cabourg, hon kördes av Christophe Lefaix i ett lopp där hon galopperade. Därefter tog hon en seger innan hon galopperade i sin tredje start. Efter att Christophe Lefaix hade kört henne bytte Guarato ut Lefaix mot Gabriele Gelormini som nu blev hennes ordinarie kusk.
Under treåringssäsongen 2019 vann hästen 4 av 11 starter, bland annat det tidiga treåringskriteriet Critérium des Jeunes på Vincennesbanan. Segern innebar också hästens första vinst i ett lopp med över 90 000 euro i första pris.
Säsongen 2020 fortsatte Green Grass ta segrar bland annat i Prix de Tonnac-Villeneuve och Prix Paul Leguerney därefter kom hon på tredjeplats i  Prix Charles Tiercelin. Därpå kom hon på tredjeplats i ett uttagningslopp till Grand Prix l'UET i finalen kom hon på andraplats bakom vinnande Power.